# Chang Cheng-cheng
Chang Cheng-cheng (chinesisch 張成成 / 张成成, Pinyin Zhāng Chéng Chéng, Tongyong Pinyin Jhang Cheng Cheng, W.-G. Chang Ch’eng Ch’eng, Zhuyin ㄓㄤ ㄔㄥˊ ㄔㄥˊ, G. R. Jang Cherng Cherng, Yale Jang Cheng Cheng; * im 20. Jahrhundert) ist ein Badmintonspieler aus Chinesisch Taipeh, der im Parabadminton in der Startklasse SU5 an den Start geht und ein Mal Weltmeister im Doppel wurde sowie zwei weitere Medaillen bei Weltmeisterschaften gewann.

## Karriere
Bei der Weltmeisterschaft 2003 in Cardiff im Vereinigten Königreich startete Chang im Herreneinzel und gewann im Viertelfinale, der ersten Runde, gegen Ramil Juldaschew aus Russland mit 15:2, 15:1. Im Halbfinale verlor er gegen seinen Landsmann Lee Meng-yuan mit 5:15, 1:15. Da der dritte Platz nicht ausgespielt wurde, teilte er sich die Bronzemedaille mit Eyal Bachar aus Israel. Im Herrendoppel trat er mit Lee Meng-yuan an und besiegte im Halbfinale Frank Dietel, der mit Eyal Bachar aus Israel spielte, mit 15:5, 15:1. Im Finale besiegten Lee und Chang Antony Forster und Stuart Masters aus England mit 15:4, 15:1; Chang und Lee waren somit Weltmeister im Herrendoppel.
Bei der Weltmeisterschaft 2005, die in Hsinchu auf der Insel Taiwan ausgetragen wurde, startete Cheng im Herrendoppel wie bei der vorangegangenen Weltmeisterschaft mit seinem Landsmann Lee Meng-yuan. Da nur drei Spielpaare antraten, erhielten Cheah Liek Hou und Razali Jaafar aus Malaysia im Halbfinale ein Freilos, während Lee und Chang im Halbfinale gegen die Malaysier Hamizan Mohamed und Thiraviasamy Savarinathan spielten und mit 2:0 gewannen. Im Finale unterlagen sie Hou und Jaafar mit 0:2 und erreichten somit die Silbermedaille.